# Гната Юри (станція швидкісного трамвая)
50°25′47″ пн. ш. 30°23′12″ сх. д. / 50.42972° пн. ш. 30.38667° сх. д.
«Гна́та Юри́» — станція Правобережної лінії Київського швидкісного трамваю, розташована між станціями «Жуля Верна» та «Івана Дзюби». Відкрита в 1977 році. Названа за однойменною вулицею. За станцією починається нешвидкісна гілка маршруту № 1 на Михайлівську Борщагівку.
Станція розташована під кільцевою розв'язкою проспекту Леся Курбаса та вулиць Гната Юри та Володимира Покотила, проте не є повноцінною підземною станцією, оскільки не повністю крита. Станція має дві берегові платформи з окремими виходами, сполученими пішохідним мостом.

## Історія
Закрита на реконструкцію в складі ділянки «Вацлава Гавела» — «Гната Юри» 13 червня 2009 року. Під час реконструкції було споруджено арочне перекриття над платформами та коліями та оновлено вхідні павільйони, а також збудовану колію, що сполучає гілки від «Гната Юри» до станції «Кільцева дорога» та на Михайлівську Борщагівку. 16 жовтня 2010 року станція швидкісних трамваїв відкрита після реконструкції, на ній зупиняються трамваї маршрутів № 1 і № 3.

## Зображення

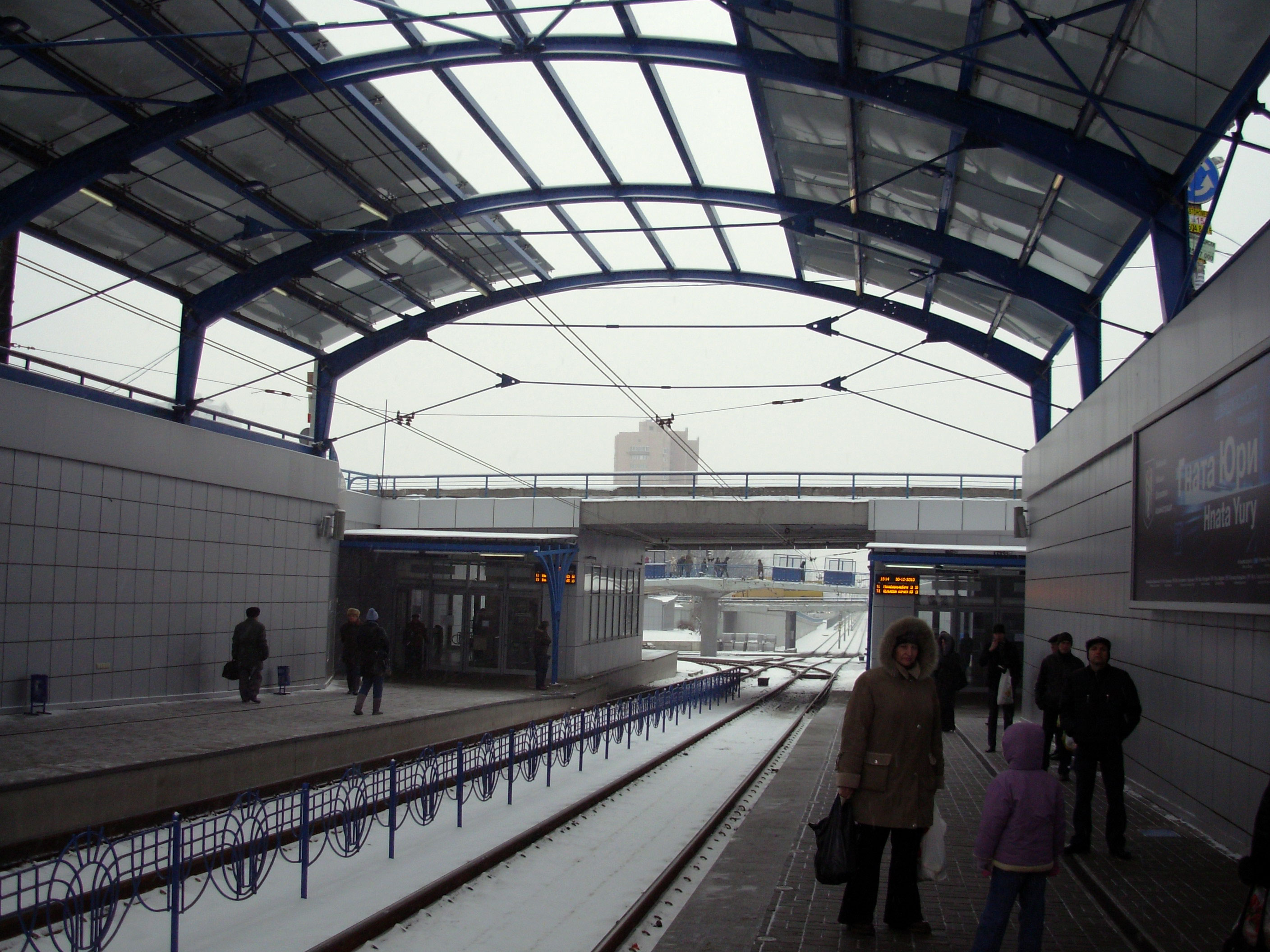
Посадкові платформи
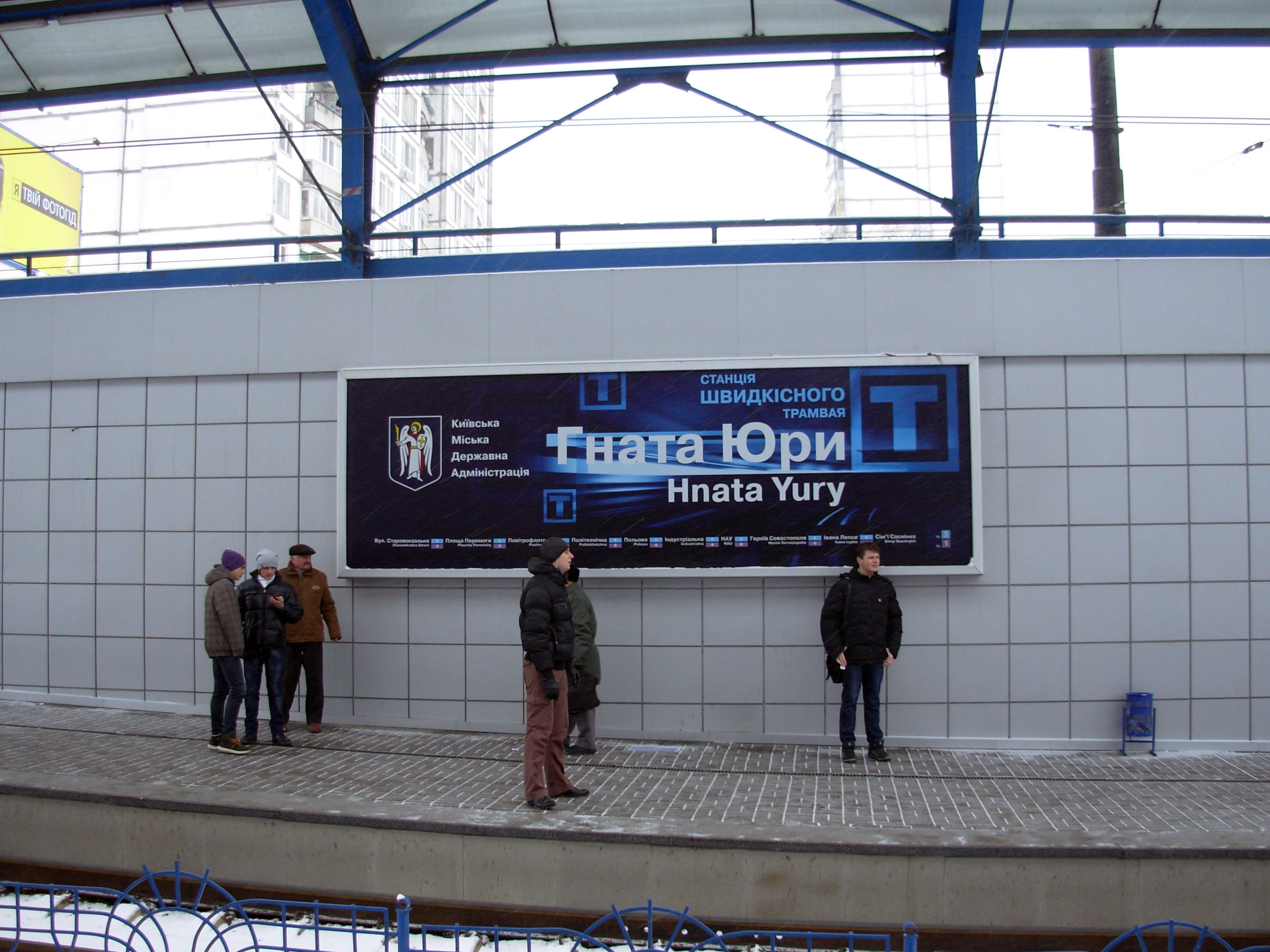
Табличка з назвою станції на станційній стіні
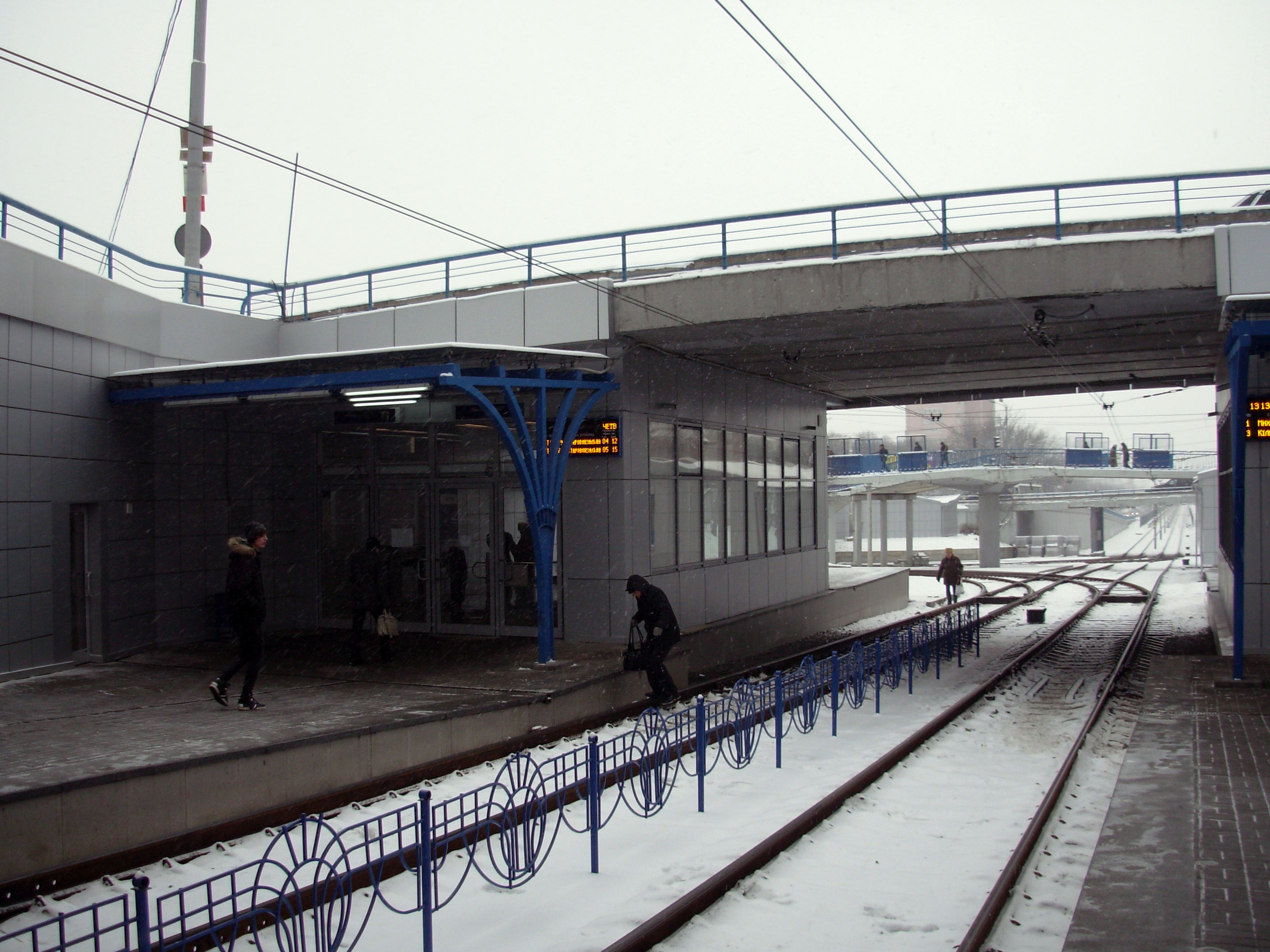
Вихід у місто
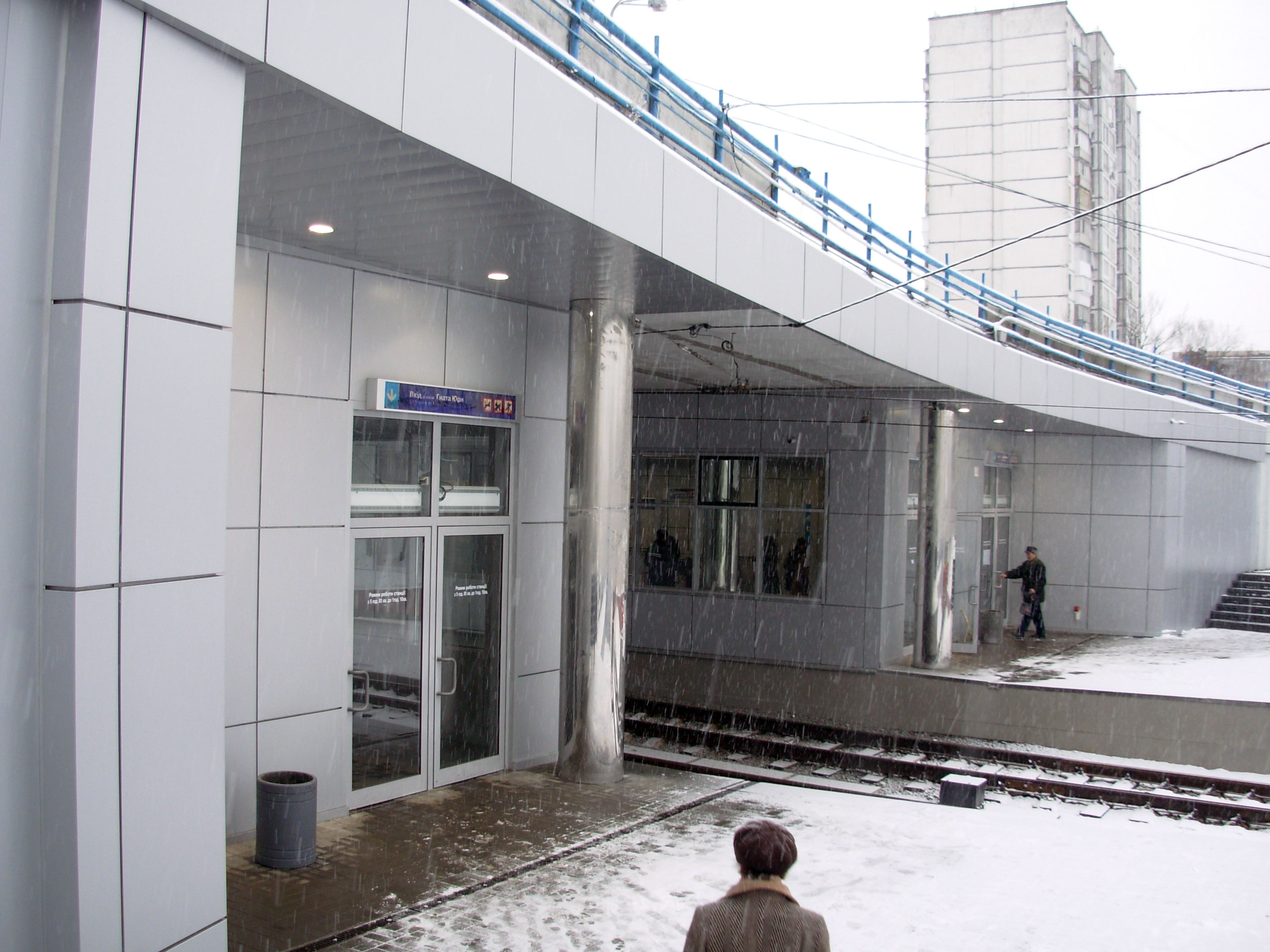
Вхід на станцію
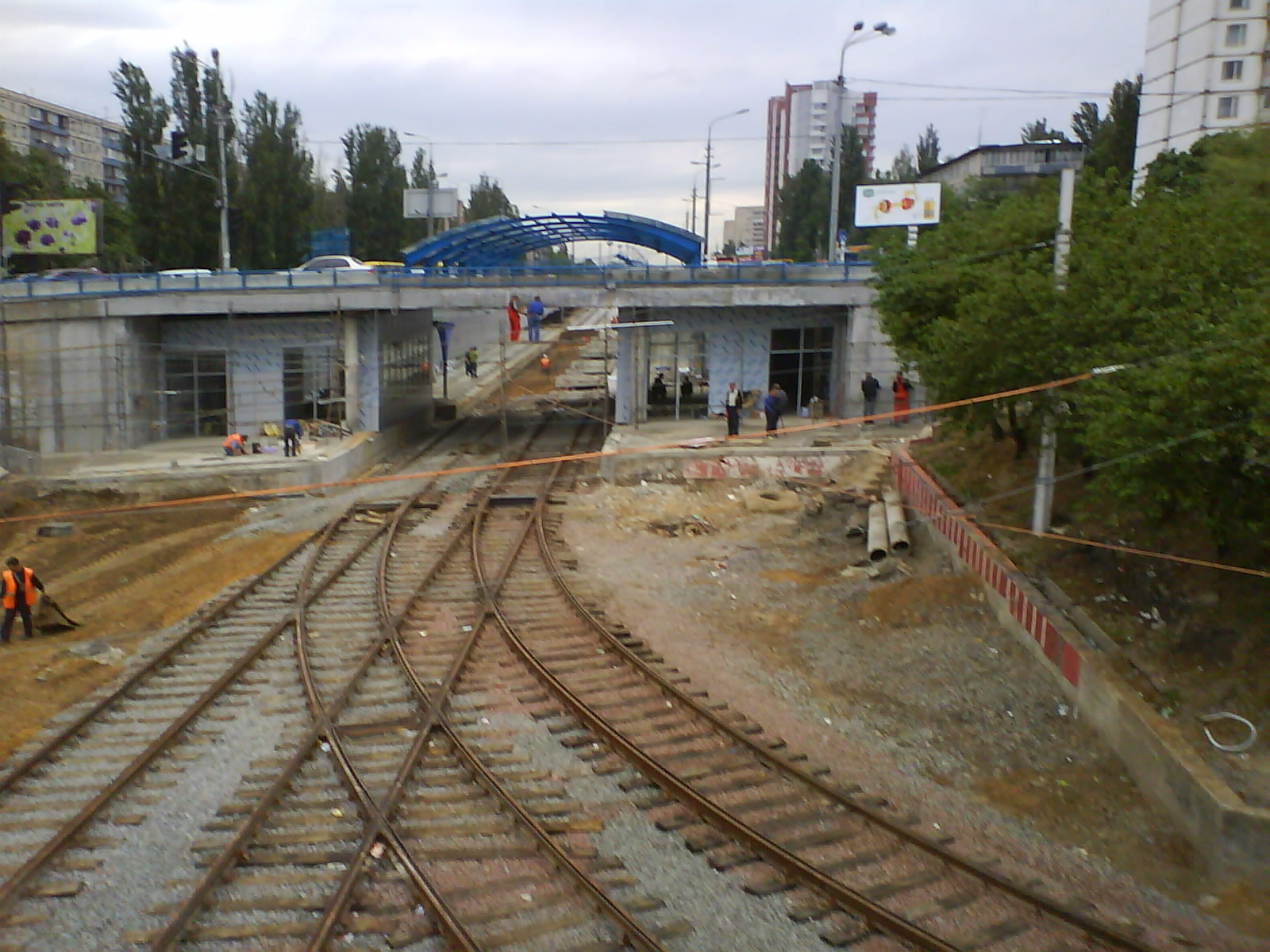
Монтаж контактної мережі, травень 2010
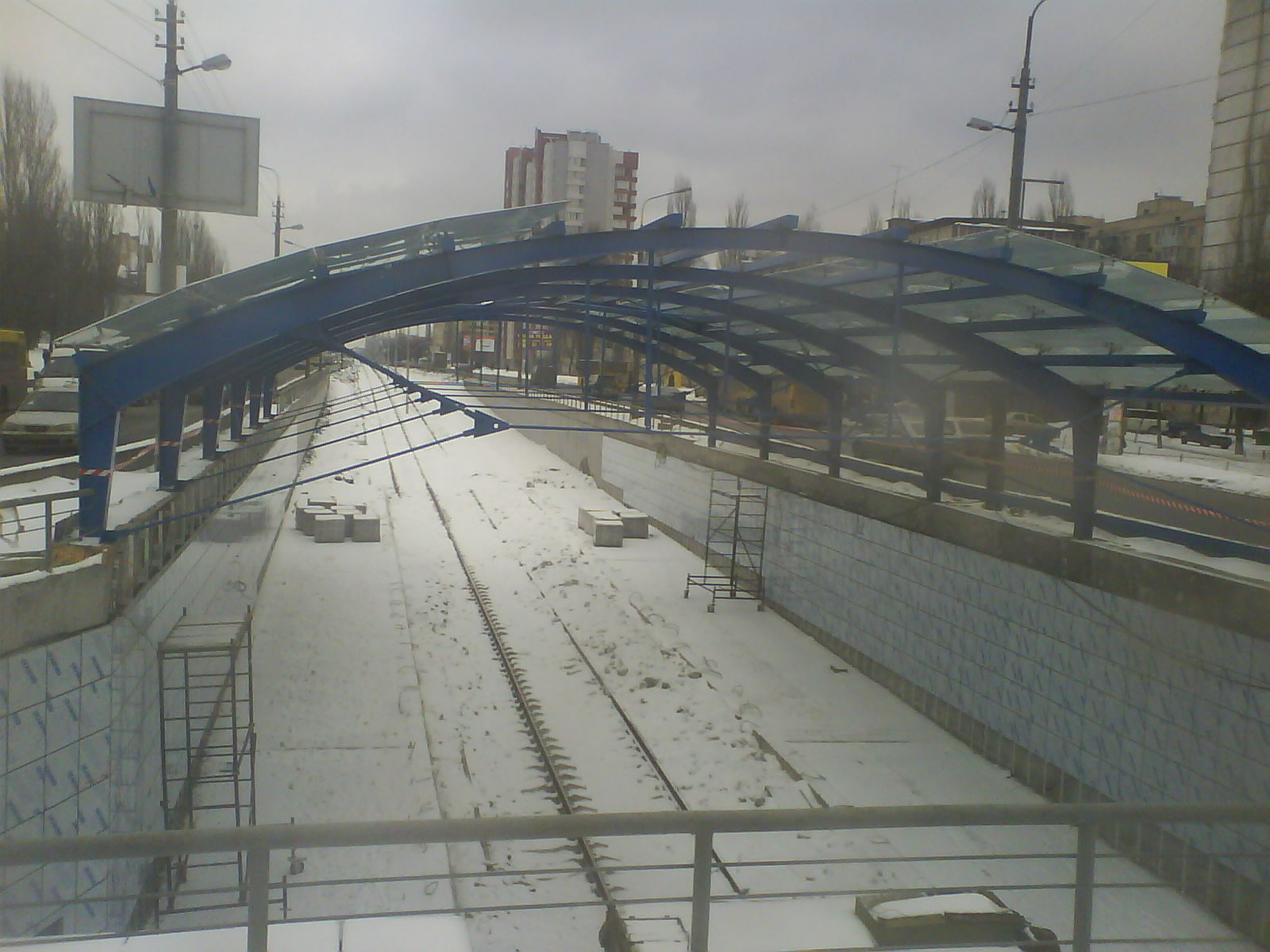
Реконструкція станції, березень 2010
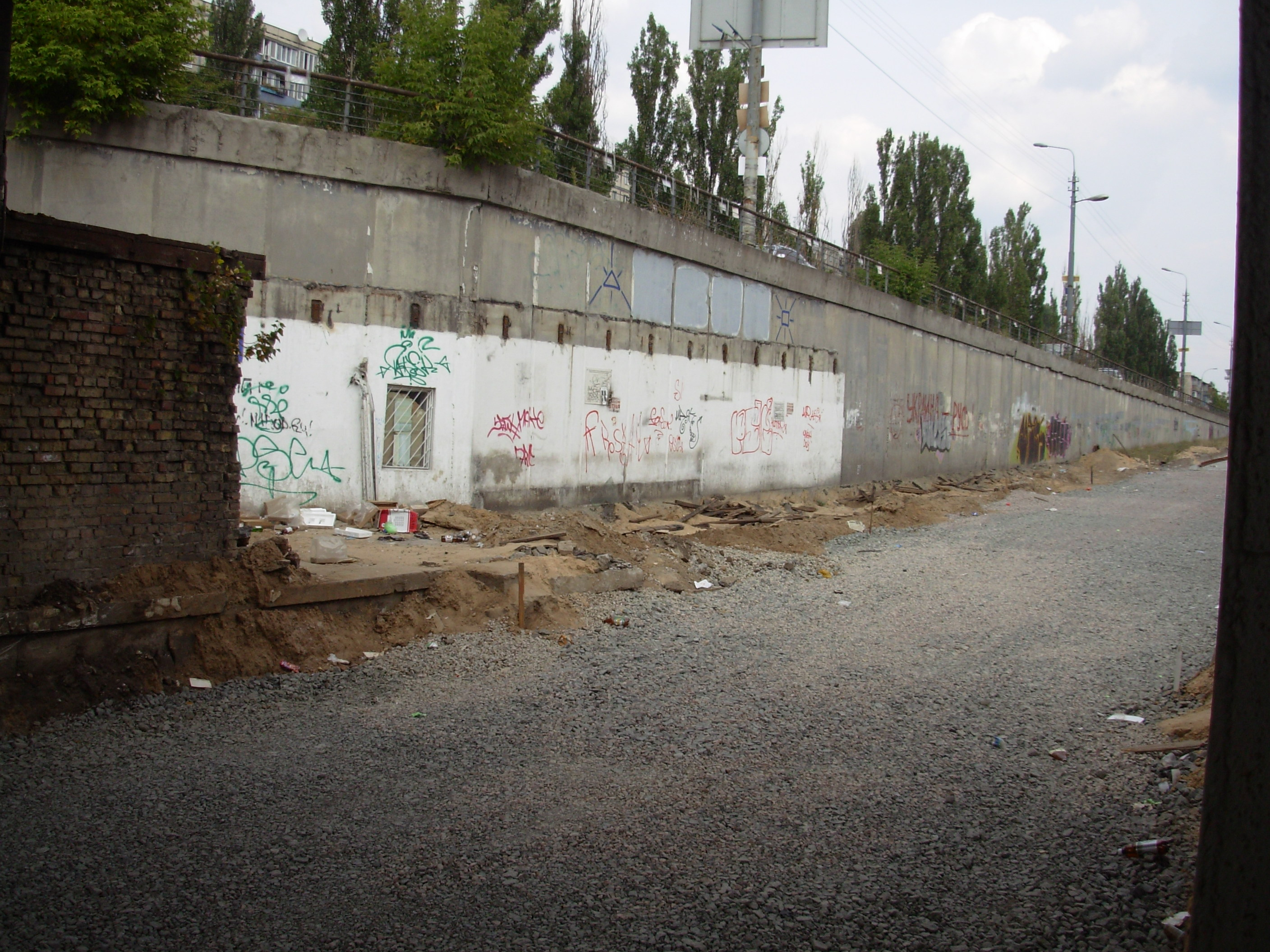
Реконструкція станції, серпень 2009
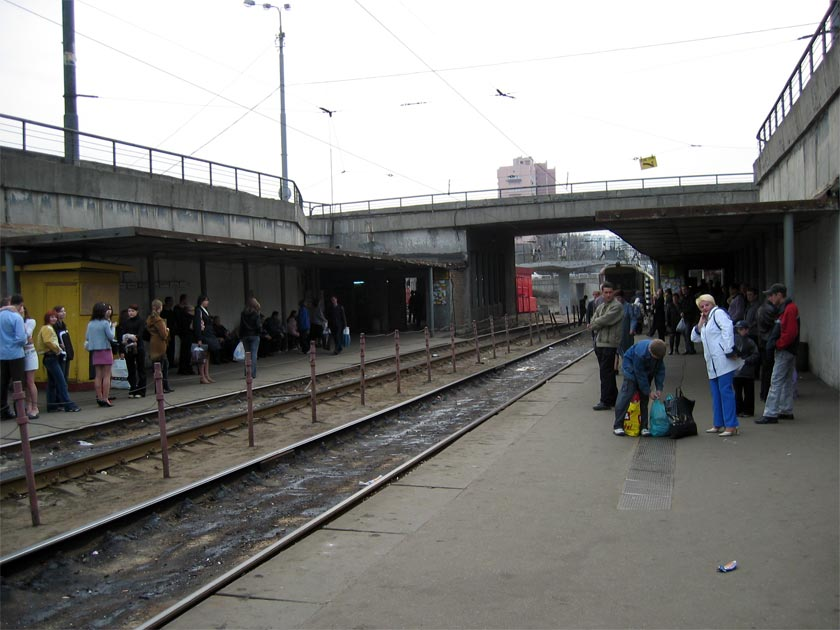
Платформи станції, 2005
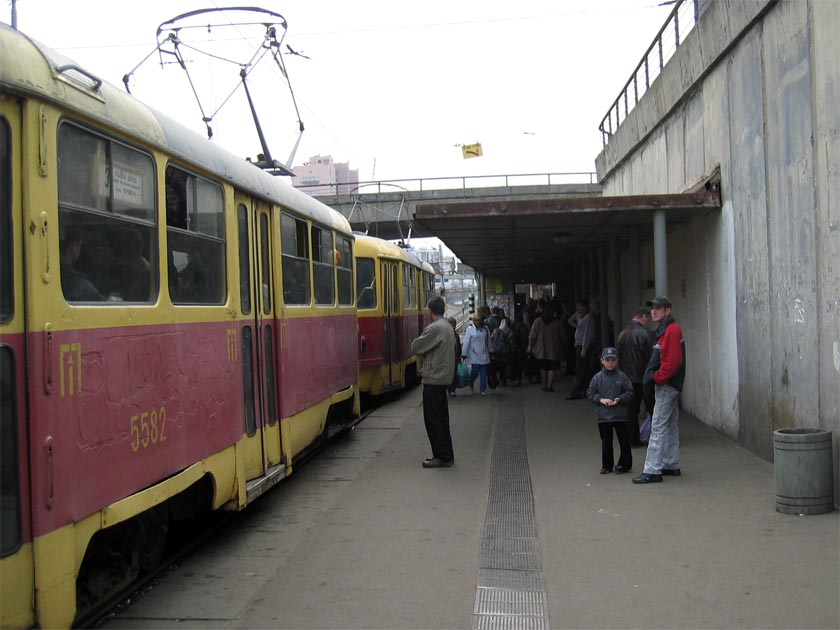
Посадкова платформа, 2005
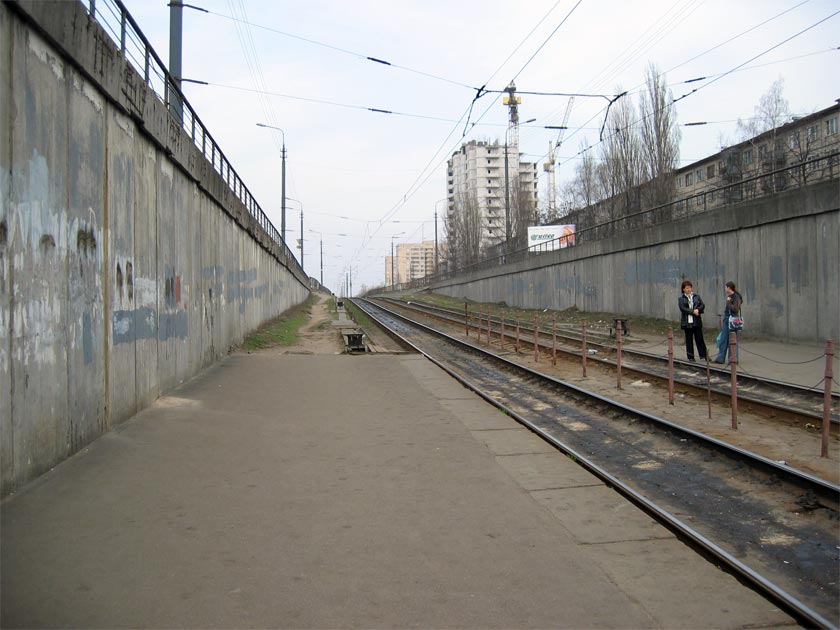
Вид у бік станції «Івана Дзюби », 2005
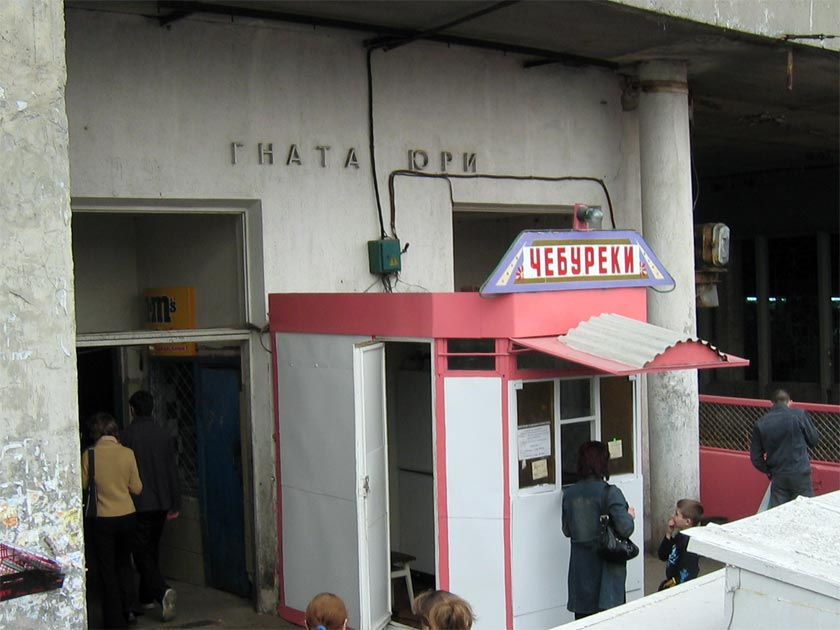
Вхід на станцію, 2005
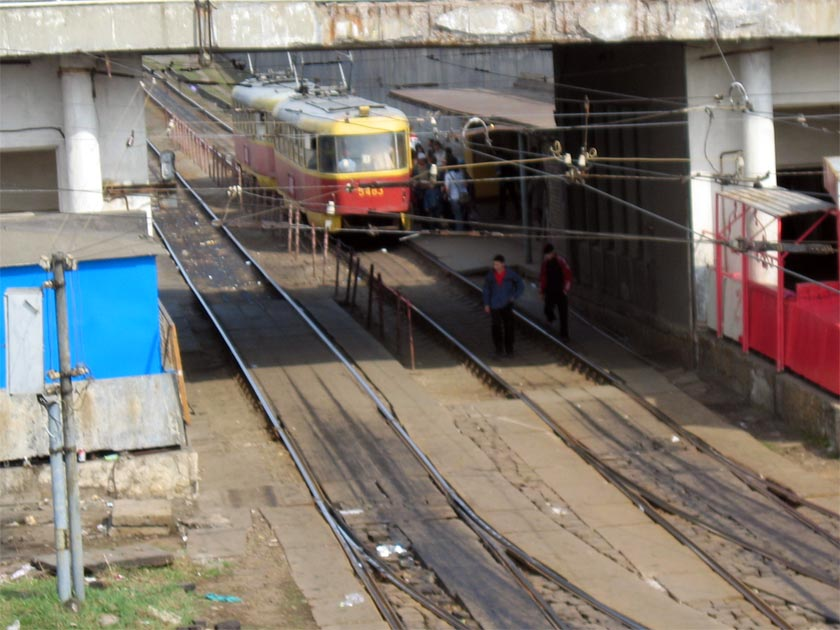
Вид з пішохідного мосту на станцію та відгалуження гілки трамваю № 1, 2005